# Kawamura Kageaki
Kawamura Kageaki (川村 景明 Xuyên Thôn Cảnh Minh), (sinh ngày 8 tháng 4 năm 1850 mất ngày 28 tháng 4 năm 1926), là một Nguyên soái trong Lục quân Đế quốc Nhật Bản.

## Tiểu sử
Kawamura sinh tại Kagoshima trong một gia đình phong kiến miền Satsuma. Lần đầu tiên ông đã chiến đấu như một Samurai trong cuộc chiến tranh Anh-Satsuma. Ông tham gia lực lượng Satsuma trong Chiến tranh Boshin để lật đổ Mạc phủ Tokugawa. Sau khi Thiên hoàng Minh Trị lên ngôi, ông được bổ nhiệm làm chỉ huy Vệ binh Hoàng gia. Ông cũng chỉ huy dập tắt các cuộc nổi dậy trong những năm đầu thời Minh Trị, trong đó có cuộc nổi dậy Hagi và cuộc chiến tranh Tây Nam.
Kawamura đã dẫn Sư đoàn Vệ binh Hoàng gia tham gia chiến tranh Trung-Nhật. Sau cuộc chiến, ông được Thiên hoàng Minh Trị phong Nam tước, thuộc hệ thống quý tộc Kazoku.
Trong chiến tranh Nga-Nhật từ năm 1904- 1905, Kawamura đã thành công cùng với Thân vương Fushimi Sadanaru chỉ huy Sư đoàn 10 IJA, và tiếng tăm của ông nổi lên trong trận sông Áp Lục 1904 và trận Phụng Thiên. Sau những chiến thắng của quân đội Nhật Bản, Thiên hoàng phong ông lên Tử tước.
Sau chiến tranh, Kawamura lĩnh chức chỉ huy trưởng lực lượng phòng thủ Tokyo và năm 1915, ông trở thành Nguyên soái Lục quân.
Ông nhận Huân chương Diều hâu Vàng (hạng 1), huân chương Mặt trời mọc (hạng 1 với Paulownia Blossoms, Grand Cordon) và Grand Cordon Huân chương hoa Cúc
Mộ của Kawamura được đặt tại nghĩa trang Aoyama ở Tokyo.

### Sách
- Dupuy, Trevor N. (1992). Encyclopedia of Military Biography. I B Tauris & Co Ltd. ISBN 1-85043-569-3.
- Jansen, Marius B. (1992). The Making of Modern Japan. Belknap Press.
- Jansen, Marius B. (2000). The Making of Modern Japan. Balknap Press. ISBN 0674009916.
- Keane, Donald (2005). Emperor Of Japan: Meiji And His World, 1852-1912. Columbia University Press. ISBN 0231123418.